# Tulio Pellegrinelli
Tullio Giovanni Pellegrinelli (Bergamo, 6 febbraio 1964) è un motociclista italiano, nella specializzato enduro.
Insieme a Paolo Fellegara, detiene il primato di pilota italiano ad aver vinto più Sei Giorni Internazionale di Enduro (tre vittorie nel Trofeo delle Nazioni: 1986, 1994 e 1995)